# Linha 3 (MTS)
A Linha 3 do Metro Sul do Tejo é uma das três linhas do sistema de metro ligeiro da Margem Sul, na Grande Lisboa, em Portugal. Com 12 estações, liga as estações de Cacilhas à Universidade, numa extensão aproximada de sete quilómetros. De todas as linhas do metro, esta é a única que não opera fora do município de Almada.

## História

### Ramalha - Universidade e Linha 23
Após os testes com as automotoras terem começam a 30 de novembro de 2007 entre a Cova da Piedade e a Universidade, o seu troço inicial entre a Ramalha e a Universidade foi inaugurado a 15 de dezembro de 2007. Inicialmente, a linha circulava em conjunto com a linha 2 numa linha híbrida (23) até Corroios, enquanto o troço até Cacilhas não era inaugurado.

### Prolongamento a Cacilhas
Após os testes com as automotoras terem começam em agosto de 2008 entre Bento Gonçalves e Ramalha a Cacilhas, a ligação foi inaugurada a 26 de novembro de 2008, ligando a linha 3 aos barcos da Transtejo, assim como também passou a ligar a linha a Almada e à linha 1 diretamente, e separando-a da linha 2 e terminando assim a linha híbrida 23.

### Prolongamento à Costa da Caparica e Trafaria
Desde a abertura do sistema que existem planos para expandir o sistema e a linha 3 da Universidade até à Costa da Caparica, com 3 possíveis percursos para linha sendo discutidos.
- Linha extendida até à Costa da Caparica, passando pela Trafaria;

- Linha extendida até à Costa da Caparica, sem ligação pela Trafaria;

- Linha extendida até à Trafaria, passando pela Costa da Caparica;

Em fevereiro de 2025 foi apresentado o projeto de expansão da rede do MST, com o prolongamento da Linha 3 até à zona da Trafaria, passando pela Costa da Caparica (opção 3). Este prolongamento deverá ter cerca de 7 km de extensão e 10 novas estações, estando prevista a sua conclusão em 2029. Prevê-se um tempo de percurso de 19 minutos entre o atual término desta linha e o futuro término junto à Estação Fluvial da Trafaria, o que permitirá dar ligações.
O projeto de expansão da rede do MST prevê a requalificação dos espaços públicos junto da futura linha e a criação de novos pontos intermodais. Na Costa da Caparica será criado um novo terminal intermodal (e fechando o atual terminal rodoviário localizado na Torre das Argolas) que permitirá a ligação rápida ao transporte rodoviário da Carris Metropolitana, a táxis e TVDEs, e a um reformulado serviço de Transpraia.
O prolongamento da rede do MST está a ser trabalhado conjuntamente por 3 entidades distintas, na sequência de um protocolo de colaboração assinado em julho de 2024:
- Metropolitano de Lisboa - responsável pela gestão do projeto, pela articulação com as demais entidades envolvidas e por desenvolver os vários relatórios, estudos, sondagens e análises necessárias
- Câmara Municipal de Almada - responsável pela inserção urbana do traçado, nomeadamente com a realização de projetos de requalificação das zonas envolventes
- Transportes Metropolitanos de Lisboa - responsável pelos estudos de tráfego e pela interligação entre as várias opções de transporte público, em articulação com o Metropolitano de Lisboa

De forma a apresentar publicamente o projeto à sociedade civil, e recolher propostas das comunidades locais, foram realizadas várias sessões públicas, organizadas pela NOVA School of Science and Technology:
- Conferência de Apresentação, realizada a 10 de fevereiro de 2025, no auditório da NOVA School of Science and Technology
- Sessões de Participação Pública, realizadas a 20 de fevereiro, no Casino da Trafaria, e a 21 de fevereiro, no INATEL da Costa da Caparica
- Conferência de Encerramento, realizada a 6 de março, no auditório da NOVA School of Science and Technology

As várias entidades envolvidas no projeto deverão apresentar os estudos preliminares até final de 2026, culminando depois na fase de estudo prévio, na concretização de uma data de início de exploração definitiva, no processo de Avaliação de Impacte Ambiental e no início da construção do prolongamento.
Com a expansão da linha (e sem considerar planos de expansão da linha 1 para o Seixal), esta passaria a englobar 22 estações em 14 quilómetros e 46 minutos de percurso total, tornando-se a linha mais comprida e extensa do sistema.

## Conexões

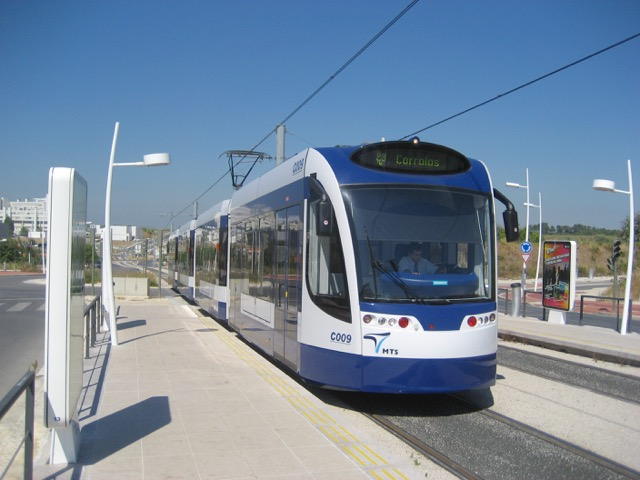
Automora da MTS (C009) a chegar ao Monte da Caparica, circulando na linha híbrida 23.

Sendo um sistema com formato de Y, a linha 3 tem sempre ligação com as outras duas linhas do metro. Entretanto, entre as estações da Universidade e Pragal, ela circula sem ligações às outras duas linhas do metro.
Em Cacilhas, existe ligações com os barcos da Transtejo que ligam ao Cais do Sodré, sendo o terminal compartilhado com a linha 1 e circulando com esta até à estação de Bento Gonçalves, situada na avenida com mesmo nome, a única estação da linha que não tem ligações com a Carris Metropolitana. 
A partir da Ramalha, a linha cruza-se com a linha 2, circulando com esta até ao Pragal, aonde a linha 2 termina. No Pragal, existe ainda ligações com a Fertagus. A partir do Pragal, a linha circula até à Universidade, dando ligação nesta última estação ao campus da Universidade NOVA de Lisboa, onde fica englobada Faculdade de Ciências e Tecnologia, localizada no Monte da Caparica.

## Estações

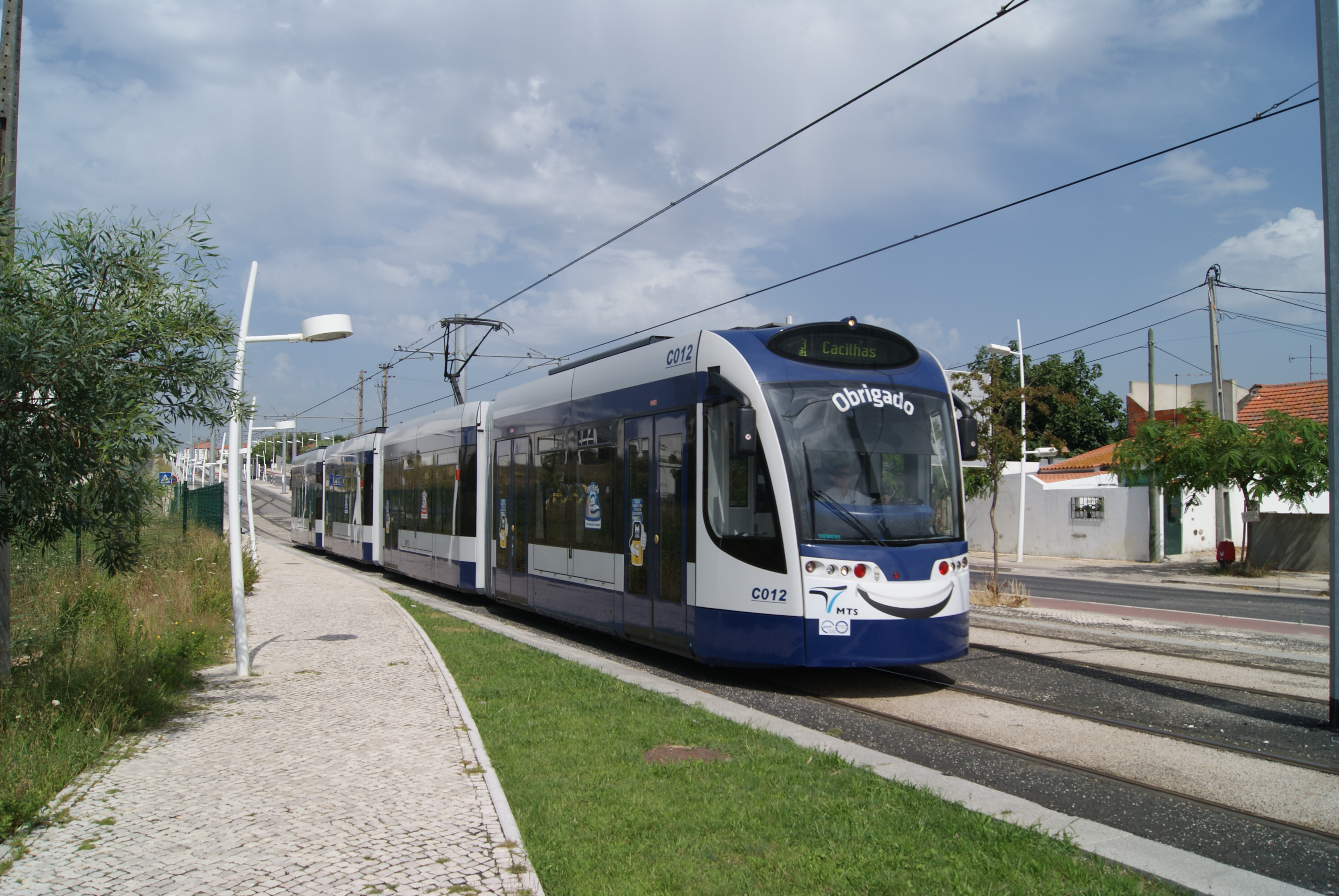
Automotora da MTS (C012) a sair da Universidade.

Cacilhas |  

 25 de Abril | 

 Gil Vicente | 

 São João Baptista | 

 Almada | 

 Bento Gonçalves

 Ramalha | 

 Pragal |  

 Boa Esperança | 

 Fomega | 

 Monte da Caparica | 

 Universidade | 